# Radomyśl (gromada)
Radomyśl – dawna gromada, czyli najmniejsza jednostka podziału terytorialnego Polskiej Rzeczypospolitej Ludowej w latach 1954–1972.
Gromady, z gromadzkimi radami narodowymi (GRN) jako organami władzy najniższego stopnia na wsi, funkcjonowały od reformy reorganizującej administrację wiejską przeprowadzonej jesienią 1954 do momentu ich zniesienia z dniem 1 stycznia 1973, tym samym wypierając organizację gminną w latach 1954–1972.
Gromadę Radomyśl z siedzibą GRN w Radomyślu utworzono – jako jedną z 8759 gromad – w powiecie siedleckim w woj. warszawskim, na mocy uchwały nr VI/10/18/54 WRN w Warszawie z dnia 5 października 1954. W skład jednostki weszły obszary dotychczasowych gromad Januszówka, Okniny (z wyłączeniem przysiółka Okniny), Okniny Nowe, Radomyśl i Zabłocie ze zniesionej gminy Zbuczyn w tymże powiecie. Dla gromady ustalono 15 członków gromadzkiej rady narodowej.
31 grudnia 1959 do gromady Radomyśl przyłączono wieś Smolanka z gromady Krynka w powiecie łukowskim w woj. lubelskim.
31 grudnia 1961 gromadę zniesiono, włączając jej obszar do gromad: Wiśniew (wsie Nowe Okniny, Okniny-Pozdrój, Radomyśl, Stare Okniny i Zabłocie) i Zbuczyn Poduchowny (wsie Januszówka i Smolanka) w tymże powiecie.